# 이하라 신이치로
이하라 신이치로(일본어: 井原 慎一朗, 1952년 1월 2일 ~ )는 일본의 전 프로 야구 선수이다. 에히메현 가와노에시(현: 시코쿠추오시) 출신이며 현역 시절 포지션은 투수였다.
프로 입단 전의 이름은 ‘井原 慎一郎’(동음).

## 인물
마루카메 상업고등학교에서는 2학년 때인 1968년에 우익수, 대기 투수로서 하계 고시엔 에히메현 예선 결승에 진출했지만 요시무라 겐지와 오키타 도시히로가 소속된 다카마쓰 상업고등학교에게 패했다. 이듬해 1969년에는 팀의 에이스로서 춘계 선발 대회(제41회 선발 고등학교 야구 대회) 출전했는데 1차전에서 오다 고등학교의 투수 후쿠마 오사무와의 투수전 끝에 승리했지만, 2차전에서 아마가사키니시 고등학교에게 패하여 탈락했다. 그해 하계 대회인 기타시코쿠 대회 준결승전에서 마쓰야마 상업고등학교의 투수 이노우에 아키라에게 완봉패를 당하여 고시엔 대회 출전을 놓쳤다. 또한 마쓰야마 상업고등학교는 하계 고시엔 대회에서 우승했다. 1년 아래의 팀 동료이자 대기 투수인 미야와키 사토시가 있었다.
1969년 프로 야구 드래프트 5순위로 야쿠르트 아톰스에 입단, 1972년에 주로 구원 투수로서 17경기에 등판했지만 뚜렷한 결과를 남기지 못했고 그 후 2군에서의 생활이 이어졌다. 1975년은 개막 이후부터 컨디션을 끌어올려 야스다 다케시에 이어 22경기에 선발 등판하여 7승을 기록했다. 그러나 이듬해인 1976년에 부진에 시달렸고 1977년에는 중간 계투로 기용됐다. 1978년 마무리 투수로 보직을 맡는 등 시즌 10승 4세이브를 올리며 야쿠르트의 리그 첫 우승에 큰 기여를 했다. 그 해 한큐 브레이브스와의 일본 시리즈에서는 4경기에 구원으로 등판했고 5차전에서는 가지마 겐이치를 구원하여 3이닝을 호투, 승리 투수가 됐다.
그 후에도 150km/h의 속구를 주무기로 마무리 투수로 활약했다. 1981년에는 선발로 복귀하여 시즌 9승을 올렸지만 그 이후에는 제구력 난조에 따른 부진에 시달릴 정도로 성적이 급격하게 하락했다. 1984년 4월 경기 도중에 어깨를 다친 이후 어깨 통증에 시달리게 되면서 그 해를 마지막으로 현역에서 은퇴했다.
은퇴 후에는 도쿄도에 위치한 철강 회사에서 근무했고 현재 야쿠르트(고쿠테쓰·산케이 포함) OB와 야쿠르트 본사에 의해서 설립된 NPO 법인 ‘쓰바메 스포츠 진흥 협회’ 이사장을 맡고 있다.

## 상세 정보

### 출신 학교
- 가가와현립 마루카메 상업고등학교

### 선수 경력
- 야쿠르트 아톰스·야쿠르트 스왈로스(1970년 ~ 1984년)

### 수상·타이틀 경력
- 월간 MVP : 1회(1978년 6월)

### 개인 기록

#### 첫 기록
- 첫 등판 : 1970년 10월 6일, 대 주니치 드래건스 22차전(주니치 스타디움), 7회말에 5번째 투수로서 구원 등판·마무리, 2이닝 무실점
- 첫 탈삼진 : 상동, 7회말에 미즈타니 히사노부로부터
- 첫 선발 : 1970년 10월 25일, 대 다이요 웨일스 24차전(가와사키 구장), 4이닝 3실점에서 패전 투수
- 첫 승리 : 1972년 10월 7일, 대 히로시마 도요 카프 24차전(히로시마 시민 구장), 5회말에 3번째 투수로서 구원 등판·마무리, 5이닝 무실점
- 첫 선발 승리 : 1974년 10월 14일, 대 다이요 웨일스 24차전(가와사키 구장), 7이닝 1실점
- 첫 완투 승리·첫 완봉 승리 : 1975년 4월 16일, 대 주니치 드래건스 5차전(메이지 진구 야구장)
- 첫 세이브 : 1977년 4월 8일, 대 다이요 웨일스 1차전(가와사키 구장), 6회말 1사에 2번째 투수로서 구원 등판·마무리, 3과 2/3이닝 무실점

#### 기타
- 올스타전 출장 : 2회(1978년, 1981년)

### 등번호
- 26(1970년 ~ 1984년)

### 연도별 투수 성적
| 연 도       | 소 속       | 등 판 | 선 발 | 완 투 | 완 봉 | 무 4 구 | 승 리 | 패 전 | 세 이 브 | 홀 드 | 승 률 | 타 자 | 이 닝 | 피 안 타 | 피 홈 런 | 볼 넷 | 고 4 | 몸 맞 | 탈 삼 진 | 폭 투 | 보 크 | 실 점 | 자 책 점 | 평 자 책 | W H I P |
| ----------- | ----------- | ----- | ----- | ----- | ----- | ------- | ----- | ----- | -------- | ----- | ----- | ----- | ----- | -------- | -------- | ----- | ---- | ----- | -------- | ----- | ----- | ----- | -------- | -------- | ------- |
| 1970년      | 야쿠르트    | 5     | 1     | 0     | 0     | 0       | 0     | 1     | --       | --    | .000  | 41    | 10.0  | 9        | 0        | 4     | 0    | 0     | 9        | 1     | 0     | 5     | 5        | 4.50     | 1.30    |
| 1971년      | 야쿠르트    | 8     | 0     | 0     | 0     | 0       | 0     | 0     | --       | --    | ----  | 50    | 11.1  | 12       | 3        | 4     | 2    | 0     | 7        | 0     | 0     | 9     | 7        | 5.73     | 1.41    |
| 1972년      | 야쿠르트    | 17    | 1     | 0     | 0     | 0       | 1     | 2     | --       | --    | .333  | 169   | 41.0  | 33       | 4        | 18    | 0    | 3     | 32       | 2     | 0     | 16    | 12       | 2.63     | 1.24    |
| 1973년      | 야쿠르트    | 1     | 0     | 0     | 0     | 0       | 0     | 0     | --       | --    | ----  | 3     | 0.2   | 1        | 0        | 0     | 0    | 0     | 0        | 1     | 0     | 0     | 0        | 0.00     | 1.50    |
| 1974년      | 야쿠르트    | 5     | 1     | 0     | 0     | 0       | 2     | 0     | 0        | --    | 1.000 | 61    | 15.2  | 12       | 1        | 4     | 0    | 0     | 10       | 0     | 0     | 5     | 5        | 2.81     | 1.02    |
| 1975년      | 야쿠르트    | 34    | 22    | 3     | 2     | 0       | 7     | 7     | 0        | --    | .500  | 606   | 145.2 | 134      | 16       | 57    | 2    | 1     | 83       | 1     | 0     | 62    | 55       | 3.39     | 1.31    |
| 1976년      | 야쿠르트    | 22    | 14    | 2     | 1     | 1       | 2     | 9     | 0        | --    | .182  | 358   | 82.0  | 87       | 11       | 37    | 0    | 2     | 36       | 1     | 0     | 45    | 41       | 4.50     | 1.51    |
| 1977년      | 야쿠르트    | 41    | 2     | 0     | 0     | 0       | 0     | 2     | 1        | --    | .000  | 306   | 70.2  | 72       | 11       | 26    | 2    | 5     | 52       | 2     | 0     | 32    | 30       | 3.80     | 1.39    |
| 1978년      | 야쿠르트    | 58    | 2     | 0     | 0     | 0       | 10    | 4     | 4        | --    | .714  | 544   | 133.0 | 123      | 10       | 46    | 2    | 1     | 95       | 3     | 1     | 57    | 50       | 3.38     | 1.27    |
| 1979년      | 야쿠르트    | 35    | 1     | 0     | 0     | 0       | 6     | 4     | 4        | --    | .600  | 339   | 80.0  | 72       | 16       | 32    | 4    | 2     | 55       | 3     | 0     | 42    | 39       | 4.39     | 1.30    |
| 1980년      | 야쿠르트    | 19    | 0     | 0     | 0     | 0       | 2     | 3     | 6        | --    | .400  | 132   | 30.2  | 34       | 6        | 8     | 2    | 1     | 24       | 1     | 0     | 16    | 16       | 4.65     | 1.37    |
| 1981년      | 야쿠르트    | 32    | 26    | 3     | 0     | 0       | 9     | 9     | 0        | --    | .500  | 728   | 166.2 | 188      | 17       | 52    | 5    | 6     | 96       | 2     | 2     | 90    | 85       | 4.58     | 1.44    |
| 1982년      | 야쿠르트    | 19    | 3     | 0     | 0     | 0       | 1     | 3     | 0        | --    | .250  | 139   | 30.1  | 29       | 9        | 20    | 4    | 1     | 21       | 0     | 0     | 16    | 14       | 4.20     | 1.62    |
| 1983년      | 야쿠르트    | 13    | 3     | 0     | 0     | 0       | 2     | 1     | 0        | --    | .667  | 116   | 26.2  | 35       | 4        | 7     | 0    | 1     | 15       | 1     | 0     | 13    | 13       | 4.39     | 1.58    |
| 1984년      | 야쿠르트    | 5     | 1     | 0     | 0     | 0       | 0     | 0     | 0        | --    | ----  | 44    | 7.2   | 14       | 0        | 6     | 0    | 1     | 1        | 0     | 0     | 12    | 9        | 10.57    | 2.61    |
| 통산 : 15년 | 통산 : 15년 | 314   | 77    | 8     | 3     | 1       | 42    | 45    | 15       | --    | .483  | 3636  | 852.0 | 855      | 108      | 321   | 23   | 24    | 536      | 18    | 3     | 420   | 381      | 4.02     | 1.38    |

- 굵은 글씨는 시즌 최고 성적.